# One Grand Central Place
One Grand Central Place, voorheen bekend als het Lincoln Building, is een wolkenkrabber in New York. De bouw van de kantoortoren, die staat aan 60 East 42nd Street, werd voltooid in 1930. Het gebouw is 205,13 meter hoog en telt 53 verdiepingen. Het heeft een totale oppervlakte van 103.742 vierkante meter.
In de lobby vindt men een bronzen model van Abraham Lincoln, gemaakt door Daniel Chester French voor het Lincoln Memorial in Washington. Daarnaast zijn de muren versierd met citaten van Lincolns toespraken. In 2007 won het gebouw de BOMA/NY Pinnacle Historical Building Award.